# Milovan Radojević
Milovan Radojević, crnogorski književnik i teatrolog.
Diplomirao je Opću književnost i teoriju književnosti na Sveučilištu u Beogradu. Od 1988. bio je urednik i scenarista dokumentarnih emisija Kulturno-umjetničkog programa RTV Crne Gore. Radi u Crnogorskom narodnom kazalištu kao urednik izdavačke djelatnosti. Priređivač je i autor više teatroloških publikacija. Objavio je roman Dominik i knjigu novela Kiše... bijeli psi.
Član je Crnogorskog P.E.N centra, Matice crnogorske, Crnogorskog društva nezavisnih književnika i Udruženja teatrologa Crne Gore.

## Radovi
- Crnogorsko narodno pozorište 1953-1998, CNP, Podgorica 1998.
- Dominik, Crnogorsko društvo nezavisnih književnika, Podgorica 2001.
- Kritika i Crnogorsko narodno pozorište 1953-1978 (hrestomatija), tom I, CNP, Podgorica 2001.
- Crnogorsko narodno pozorište 1953-2003 (monografija), CNP, Podgorica 2003.
- Kritika i Crnogorsko narodno pozorište 1978-2003 (hrestomatija), tom II, CNP, Podgorica 2004.
- Pozorišna kritika u crnogorskoj periodici 1917-1941 (hrestomatija), CNP, Podgorica 2009.
- Kiše... bijeli psi, Otvoreni kulturni forum & Buybook, Cetinje-Sarajevo 2013.
- 60 godina Crnogorskog narodnog pozorišta (monografija), CNP, Podgorica 2013. (koautorsko djelo).
- Crnogorsko narodno pozorište 1953-2023 (monografija), CNP, Podgorica 2023. (koautorsko djelo).

### Priređeni naslovi
- Marko Kavaja, Tri komedije, CNP, Podgorica 2002.
- Ratko Đurović, Teatrološki spisi, CNP, Podgorica 2006.
- Vićenco Jelčić, Ubojstvo Danila Petrović Njeguša knjaza černogorskoga, CNP, Podgorica 2007.
- Prva crnogorska pozorišna periodika, CNP, Podgorica 2008.
- Dušan J. Sekulović, Komedija uoči Gospe, CNP, Podgorica 2011.
- Danilo Radojević, Geneza stvaralaštva Mirka Banjevića, Cetinje-Podgorica, 2021.

## Vanjske poveznice
- Dominik  Arhivirana inačica izvorne stranice od 17. siječnja 2018. (Wayback Machine)
- Branko Sbutega: Osvjetljavanje spaljene prošlosti
- Jakov Sabljić: Dominik - ili o palimpsestičnosti povijesti
- TV emisija Sveti Vladimir i njegov krst  Arhivirana inačica izvorne stranice od 21. lipnja 2017. (Wayback Machine)
- Kritika i Crnogorsko narodno pozorište 1953-1978
- Pozorišna kritika u crnogorskoj periodici 1917-1941  Arhivirana inačica izvorne stranice od 11. prosinca 2013. (Wayback Machine)
- Jakov Sabljić: Uzorite novele
- Vladimir Vojinović: O rukopisu Kiše... bijeli psi